# جون فيشر (صحفي)
جون فيشر (بالإنجليزية: John Fisher)‏ هو صحفي أسترالي، ولد في 7 يونيو 1910، وتوفي في 25 أغسطس 1960.